# Nicarete albovittipennis
Nicarete albovittipennis là một loài bọ cánh cứng trong họ Cerambycidae.